# Alchemilla rothmaleri
Alchemilla rothmaleri é uma espécie de rosácea do gênero Alchemilla, pertencente à família Rosaceae.